# Pähkla
Pähkla är en ort i Estland. Den ligger i Kaarma kommun och landskapet Saaremaa (Ösel), i den västra delen av landet, 180 km sydväst om huvudstaden Tallinn. Pähkla ligger 10 meter över havet och antalet invånare är 167. Den ligger på ön Ösel.
Terrängen runt Pähkla är mycket platt, och sluttar söderut. Runt Pähkla är det glesbefolkat, med 9 invånare per kvadratkilometer. Närmaste större samhälle är Arensburg, 7,0 km söder om Pähkla. I omgivningarna runt Pähkla växer i huvudsak blandskog.